# CrossFit
CrossFit (u značenju cross-discipline fitness) je najpopularnija varijanta tzv. funkcionalnog fitnessa.
CrossFit je sustav treninga ili program osnovne snage i kondicije koji se temelji na provođenju stalno promjenjivih, visokointenzivnih funkcionalnih pokreta uz pokušaj optimiziranja fizičke sposobnosti u svakoj od desetak fitness domena. Potrebe prosječne osobe su iste kao i kod olimpijskog sportaša, razlikuju se po stupnju, a ne po vrsti. Osnivač Glassman je smatrao da trening treba čovjeka pripremiti za sve izazove i nepredviđene situacije u životu. Stoga je jedna od temeljnih postavki CrossFita  "unknown and unknowable" (u prijevodu "nepoznato i neočekivano"), zbog čega je svaki trening drugačiji i kombinira vježbe na sve moguće načine, što do tada nije bila praksa u fitness centrima. Na treningu se rijetko ponovi isti program. Druga temeljna postavka CrossFita je "constantly varied, high intensity, functional movements" (u prijevodu "funkcionalni pokreti koji se konstantno mijenjaju i izvode visokim intenzitetom"). Kombinira metode i vježbe iz raznih sportova kako bi u što većoj mjeri poboljšali ljudske sposobnosti u desetak prepoznatljivih fitness domena: kardiovaskularna i respiratorna izdržljivost, mišićna izdržljivost, snaga, jakost, brzina, ravnoteža, koordinacija, agilnost, preciznost i fleksibilnost.
Filijalna dvorana naziva se (CrossFit) box. U svijetu postoji puno neslužbenih (ilegalnih) boxova, pa tako i u Hrvatskoj. Službeni (legalni) boxovi imaju pravo koristiti ime CrossFit u svom nazivu.

## Natjecanje
Najvažnije natjecanje je CrossFit Games, na koje se kvalificira preko CrossFit Regionals, a na koje se pak kvalificira preko CrossFit Open-a, na koji se može prijaviti svatko. Na lokalnoj razini organiziraju se natjecanja na koja se može prijaviti bilo tko. Natjecanja s brojnijom konkurencijom i/ili renomeom imaju kvalifikacije u obliku trening zadatka te je potrebno biti u krugu najboljih za nastup na natjecanju. Vježbe u kojima će se natjecati budu objavljene neposredno pred natjecanje. Organizator natjecanja odlučuje hoće li se natjecatelji natjecati na određeni broj ponavljanja u što kraćem vremenu ili na što više ponavljanja u određenom vremenu. Jer sportaši ne znaju kakvi će zadaci biti na natjecanju, ali moraju biti spremni na apsolutno sve, od trčanja, plivanja, biciklizma, triatlona, atletike, gimnastike, dizanja utega, strongman vježbi... radi se o "sportu opće fizičke pripreme".

## Povijest
CrossFit je osmislio Greg Glassman i 1996. je osnovao kompaniju Cross-Fit. 2000. su on i Lauren Jenai inkorporirali tvrtku CrossFit, Inc. i 2001. su u Santa Cruzu, Kalifornija, otvorili prvu CrossFit dvoranu. Prva filijalna dvorana, oformljena je 2002. u Seattleu, Washington. 2006. je Glassman organizirao prvo CrossFit natjecanje. Na papiriće je napisao tridesetak različitih treninga (ono što mu je palo napamet) i onda ih je slučajnim odabirom izvlačio van. Pobjednik natjecanja bio je proglašen "najspremnjijim sportašem na Zemlji". Tako su nastale "CrossFit Games".

### U Hrvatskoj
Da bi dvorana ili fitness centar imao CrossFit licencu mora imati barem jednog Level 1 trenera i mora platiti godišnju članarinu u iznosu od nekoliko tisuća američkih dolara. Stoga dosta fitness centara, pogotovo u začecima, iako je primjenjivalo principe treninga i pravila koja je definirao CrossFit nije koristilo taj naziv. Iz istih razloga natjecanja ponekad danas nemaju, a u početku redovito nisu imala naziv CrossFit u nazivu iako primjenjuju pravila koja je definirao CrossFit. Natjecanja po CrossFit pravilima počinju se održavati oko 2012., a 2013. se dogodio nagli porast natjecanja i natjecatelja. Iste godine CrossFit je i u ostatku svijeta doživio ogroman porast u popularnosti; za CrossFit Open 2013. godine prijavilo se četiri puta više natjecatelja nego godinu dana ranije. Također, postoje fitness centri koji rade treninge koji sliče CrossFitu; radi se o jednostavnijim oblicima CrossFit-a. Natjecanja koja nemaju CrossFit trademark u nazivu uglavnom koriste funkcionalni fitness. U Hrvatskoj su do početka 2014. postojala 4 službena boxa: CrossFit Zagreb - prvi službeni box u Hrvatskoj osnovan u svibnju 2012., CrossFit Green Vision (Zagreb), Fanatic Box CrossFit (Zagreb) i CrossFit Split.
2013. su održani Unique Gym Winter Challenge (siječanj), Crossfit Zagreb Open Challenge (ožujak i travanj), OrlandoFit Reebok Challenge Zagreb (svibanj), CrossFit Split Dalmatian Throwdown (srpanj), CrossFit Green Vision Battle of the Fittest (rujan), FanaticBox Crossfit Endurance Challenge (listopad), TTS Unique Gym & SKOKfit Functional fitness challenge (studeni), FanaticBox Crossfit & Crossfit Green Vision X-mass Team Challenge (prosinac). Varaždin Throwdown (CrossFit licenca), održava se od 2014. Zagreb Throwdown (CrossFit Zagreb) održan je u prosincu 2014. FanaticBox CrossFit Adriatic Throwdown održava se od 2014., a FanaticBox CrossFit Croatian Throwdown održava se od 2016. u Zagrebu.
"Challenger Race" (hrvatski projekt) održan u Varaždinu 2023. je hibrid utrke s preprekama i CrossFita.

## Vanjske poveznice
- boxrox